# Romantisk fantasy

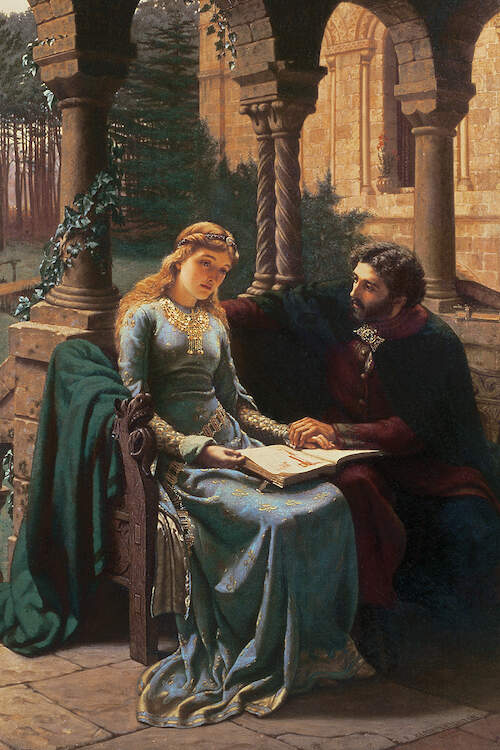
Målningen Abaelard und seine Schülerin Heloisa, med Héloïse och Pierre Abélard – två individer som inspirerat till romantiska berättelser inom litteraturen.

Romantisk fantasy eller romantasy är en genre inom litteratur och film som kombinerar fantasy och romance. Den presenterar en fantasybaserad historia, med många av elementen och konventionerna hämtade från riddarromanen. Ett av nyckelinslagen inom romantisk fantasy är ett fokus på sociala, politiska och romantiska relationer.
På 2020-talet har genren förnyats via allt mer sexuella inslag i berättelserna. Denna romantasy hämtar inspiration både från äldre romantisk fantasy, Harry Potter, vampyrromaner samt erotisk romance och en normalisering av pornografi. Genren sprids bland annat via Booktok, en litterär del av det sociala mediet Tiktok.

## Stil och innehåll

### Traditionellt
Romantisk fantasy har en lång historia i romantiska berättelser med bakgrund eller inspiration i riddarromanen. Där har den förbjudna kärleken mellan Héloïse och Abélard varit en av inspirationskällorna.

### Nyare kategorisering
Romantisk fantasy har publicerats och marknadsförts utifrån antingen fantasy- och romance-genren. Böcker av Sarah J. Maas och Rebecca Yarros har på senare år blivit stora försäljningsframgångar, vilket lett flera bokförlag till att skapa förlagsetiketter som fokuserar på romantasy.
En del förlag skiljer mellan romantisk fantasy, där fantasyelementen är viktigast, och fantasyromance, där romantiken är mest i fokus. Vissa anser att gränsen mellan dessa båda understilar knappast existerar.

### Romantasy-stil
I modern tid har romantasy producerats med mer sexuellt explicita passager. Det inkluderar inslag som erotiska älvor, hamnskiftare, varulvar, vampyrer, änglar, demoner, prinsar och en kombination av magi och intensiv romantik. De unga läsarna lever i en kulturell miljö som fått dem att sluta känna skam för sexuella berättelser. Inspirationen för det sexuella kan ha inspirerats av en sexuell attraktion till litterära eller cinematografiska gestalter som "Odjuret" i filmen Skönheten och odjuret, rollfigurer och magi i Harry Potter, popidoler som Taylor Swift eller atletiska scener i Femtio nyanser-bokserien. Även romanserier som Hungerspelen och Leigh Bardugos böcker har nämnts som inspiration bland romantasy-läsare.
Den moderna romantasyn har ofta en ny typ av kvinnliga rollfigurer. I övrig kärlekslitteratur och romance har trenden på senare år varit allt fler känslosamma män, medan "toxiska" alfahannar sedan länge varit standarden inom vampyrromaner. Det nya är en tendens till kvinnliga rollfigurer som kan stå upp mot dessa dominerande män, olikt de mer utsatta och svaga hjältinnorna från Twilight och liknande böcker.
Sexuella inslag i romantasylitteraturen inkluderar kvinnlig orgasm som genererar blixtar (hos Rebecca Yarros), ung kvinna/flicka som har en trekant med en gyllenögd prins och hans vargliknande bästa vän (Jennifer L. Armentrout) eller sierska som sätter på sig själv på ett missförstått monster (Aurora Ascher). Innehållet kan också vara påverkat av ungas numera ständiga tillgång till internetpornografi och behovet för läsarna att känna att de kvinnliga identifikationsobjekten har större kontroll över de sexuella handlingarna.
Romantasy är dock mer än så. Det är en litterär genre som kombinerar element från fantasy och romantik. Genren kännetecknas av berättelser som utspelar sig i övernaturliga eller fiktiva världar, där en kärlekshistoria utgör en central del av handlingen. Typiska inslag inkluderar magi, mytologiska varelser, storslagna miljöer och äventyr, men det är ofta relationerna mellan huvudpersonerna som står i centrum. Under 2020-talet har genren fått ett ökat genomslag, inte minst genom sociala medieplattformar som TikTok, Instagram och YouTube, där böcker inom genren blivit virala och skapat ett starkt engagemang bland läsare.
Trots att romantasy fått förnyad uppmärksamhet under senare år, har dess rötter i litteraturhistorien långa anor. Redan i de medeltida berättelserna om kung Arthur förekom romantiska teman i övernaturliga sammanhang, exempelvis i skildringen av förhållandet mellan Guinevere och Lancelot. Under 1970-talet bidrog Anne Rice till genrens utveckling genom sin serie Vampyrkrönikan, där kärlek och övernaturliga inslag kombinerades. Serien inleddes med En vampyrs bekännelse (1976), som senare filmatiserades och gavs ut som tv-serie.
En annan betydelsefull milstolpe är Stephenie Meyers Twilight-serie (2005–2008), som blandade vampyr- och varulvsteman med en stark romantisk berättelse. Serien blev ett globalt fenomen och anses ha haft stort inflytande på både genren och en ny generation läsare.
Romantasy har därmed etablerat sig som en betydande genre inom både samtida litteratur och populärkultur. Den fortsätter att utvecklas med nya generationer av författare och läsare, där teman som förbjuden kärlek, övernaturliga krafter och identitet ofta står i fokus.

## Historik

### Bakgrund
Böcker som kombinerar romantik och fantasy har en lång bakgrund, och de hämtar ofta inspiration från riddarromanen.
Här finns inslag som förbjuden kärlek (se Romeo och Julia eller Héloïse och Abélard), tidsresor, häxor och trollkarlar, arrangerade äktenskap och "kärlek vid andra ögonkastet".

### Romantasy
Under 2023 och 2024 har fantasyromaner som marknadsförts som romantasy väckt stor uppmärksamhet i sociala medier. Trenden har främst synts via den del av Tiktok som är känd som Booktok. I The Economist noteras att genren särskilt märks bland folk som vuxit upp med young adult-relaterad fantasy som Harry Potter (även nämnt i The Sunday Times). Dessa anses nu som vuxna fortsatt vara intresserade av liknande material, men nu med en mer "vuxen" inriktning med inslag av sex och kärlek.
Historierna utgår ofta från en ung flicka som vill fly en besvärlig livssituation och träffar en prins eller "lorde". Hon är ofta smart och med en förkärlek för sarkasmer, och hon behöver hjälp av ett kärleksintresse med stora vingar (och ofta dito penis) som hon först blir bekant med som hennes vän, fiende, olovlige älskare eller fångvaktare. I diskussionerna på Booktok används chili-emojin flitigt, en symbol för "starkt" – det vill säga sexuellt intensivt – innehåll.
De viktigaste författarna inom genren är Sarah J. Maas och Rebecca Yarros, vars Ett hov av taggar och rosor respektive Empyrean har slagit försäljningsrekord och i båda fallen förväntas bli föremål för TV-serier. Andra viktiga författare är Jennifer L. Armentrout och Danielle L. Jensen. Maas har sålt mer än 37 miljoner exemplar av sina böcker fram till början av 2024.
Författarna inom romantasygenren är mestadels kvinnor, och även läsarna är till största delen kvinnor. Mer än hälften av böckerna som marknadsförs som romantasy köptes 2023 i Storbritannien av kvinnor/flickor mellan 13 och 34 års ålder. Romanerna sägs även utmärkas av att de uppmärksammar minoriteter.